# Hermann von Nostitz-Rieneck
Hermann Reichsgraf von Nostitz-Rieneck (* 29. Juli 1812 in Türmitz; † 27. Dezember 1895 in Prag) war ein österreichischer Offizier (General der Kavallerie) und Inhaber des Ulanenregiments Nr. 13 sowie k. k. Wirklicher Geheimer Rat und Kämmerer aus dem Hause Nostitz.

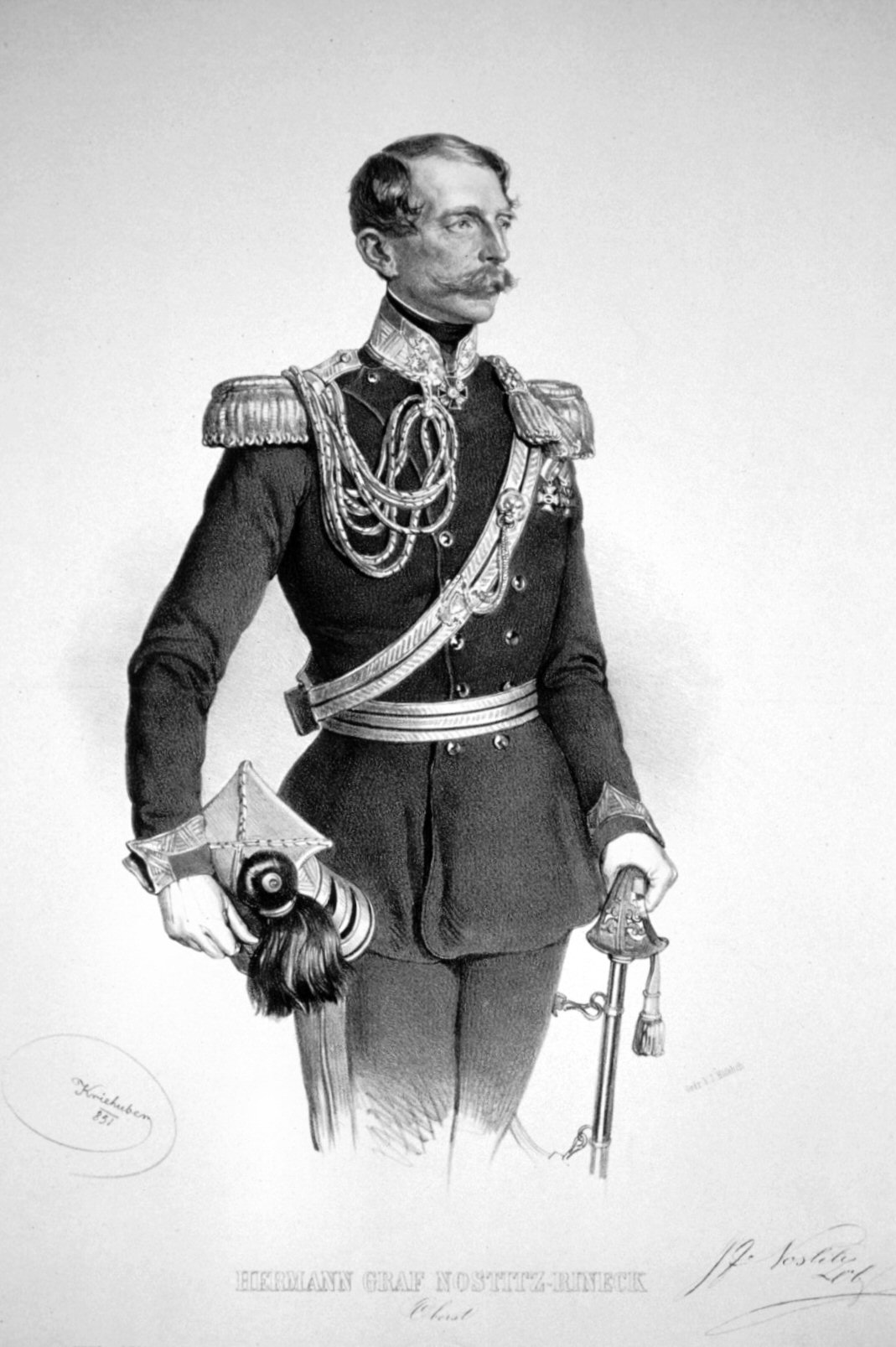
Hermann Graf von Nostitz-Rieneck 1851

## Leben
Der junge Hermann trat 1829 beim Kürassierregiment Großfürst Constantin von Russland Nr. 8 ein, wurde dort am 1. Juli 1830 Leutnant, am 1. August 1832 Oberleutnant, avancierte sodann am 16. Mai 1833 zum Rittmeister beim Nostitz-Chevaulegers-Regiment Nr. 7 seines Vaters und am 5. Dezember 1842 zum Major, am 20. Oktober 1845 Oberstleutnant im Ulanenregiment Herzog Sachsen-Coburg-Gotha Nr. 1 und am 9. April 1848 Kämmerer.
Er zog 1848 in den Kampf gegen die aufständischen Ungarn und konnte sich im Gefecht bei Bábolna am 18. Dezember des Jahres und in dem von Kàpolna vom 27. Februar des folgenden Jahres, in der er durch einen glänzenden Angriff das Dorf Kaàl erobern konnte, auszeichnen. Deswegen wurde er am 4. Mai 1849 zum Oberst und Regimentskommandanten des oben erwähnten Regiments ernannt.
In dieser Funktion nahm am Sommerfeldzug gegen Ungarn teil. Nachdem er sich in der Schlacht von Pered und den Gefechten bei Nyárasd, Aszot und Szent Pál bewährt hatte, wofür er am 26. August des Jahres das Militärverdienstkreuz mit Kriegsdekoration erhielt, zeichnete er sich als Kommandant der Brigade Barco am 3. September des Jahres bei Puszta Harkály besonders aus: Die Ungarn griffen dort die 4.000 österreichischen Soldaten mit 10.000 Mann und 30 Geschützen an. Nostitz gelang durch taktisches Geschick und großen Mut die gegnerische Reiterei aufzuhalten. Am Abend des Kampftages bildete er die Arrièregarde (Nachhut) und brach, trotz heftigen Gegenfeuers die strategisch wichtige Brücke von Lél ab. So wurde die Brigade vor Vernichtung oder Gefangennahme gerettet. Dafür wurde ihm am 26. März 1850 das Ritterkreuz des Militär-Maria-Theresia-Ordens verliehen. Am 16. August 1851 erfolgte in Folge die Beförderung zum Generalmajor, anschließend war er Brigadier diverser Korps.
Am 1. März 1859 rückte er zum Feldmarschallleutnant und Divisionär in Agram sowie zum zweiten Inhaber des Freiwilligen-Ulanen-Regiments (15. Mai 1861). Der Graf erhielt am 1. Februar 1862 das Kommando der Kavalleriedivision in Böhmen und wurde ab 29. Januar 1864 dem Landesgeneralkommando in Siebenbürgen zugeteilt, am 13. April 1866 Wirklicher Geheimer Rat. Er war auch Träger des Kaiserlich russischen St.-Anna-Ordens II. Klasse mit Krone und Schwertern, der Kriegsmedaille sowie der Offizierdienstzeichens 1. Klasse.
Obwohl er mit diesem Rang am 1. Dezember 1867 pensioniert wurde, wurde der Graf am 20. Juli 1886 Inhaber des Ulanenregiments Nr. 13, weiters ehrte man ihn am 5. April 1892 mit dem Titel eines Generals der Kavallerie.

## Familie
Der Graf war der Sohn des durch die Völkerschlacht bei Leipzig berühmt gewordenen Feldmarschallleutnants Johann Nepomuk von Nostitz-Rieneck (* 24. März 1768 in Prag; † 22. Oktober 1840 ebenda), Bruder des Oberstlandmarschalls von Böhmen Albert von Nostitz-Rieneck (1807–1871), und Onkel des Johann Wilhelm (* 6. April 1847 in Baja; † 15. Oktober 1915 in Wien), Feldmarschallleutnant, Erzieher der beiden älteren Söhne des Erzherzogs Karl Ludwig und Obersthofmeister der Erzherzogin Maria Annunziata. Hermann heiratete am 9. April 1839 Wilhelmine Franziska Caroline Prinzessin von Auersperg (* 2. April 1813 in Prag; † 16. Februar 1886 ebenda) Deren Sohn Albert (* 18. April 1843 in Prag; † 3. Februar 1929 in Wien) wurde Feldmarschallleutnant sowie Obersthofmeister des Erzherzog-Thronfolgers Franz Ferdinand.

## Wappen

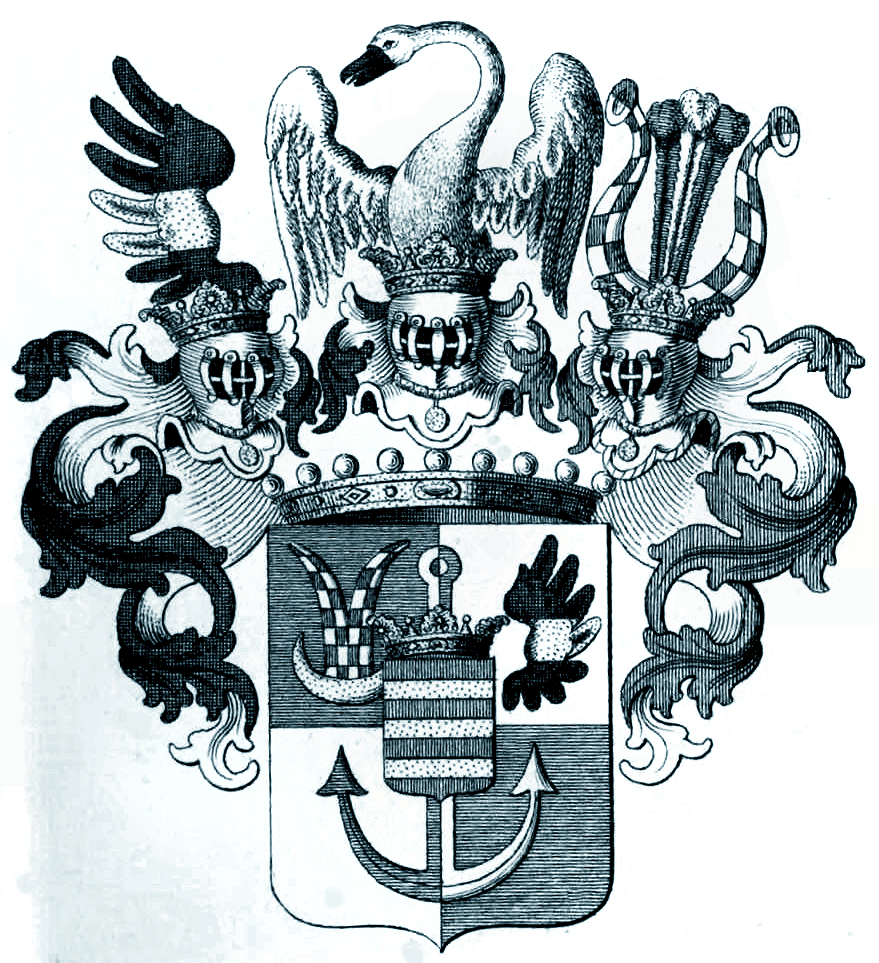
Wappen der Grafen von Nostitz und Rieneck

1651: Quadrierter Schild mit gekröntem roten Herzschild, darin drei goldene Balken (Grafschaft Rieneck). Im ersten Feld in Blau auf goldnem Halbmond zwei auswärtsgekrümmte, rot und silbern geschachtete Hörner mit den Spitzen nach unten. Im zweiten Feld in Silber ein schwarzer Adlerflügel belegt mit einem goldenen Balken. Auf der Schildesteilung liegt ein Anker, der unten im dritten silbernen Felde blau, im vierten, blauen aber golden ist. Eine Grafenkrone bedeckt den Schild, darauf ruhen drei gekrönte Helme. Auf dem rechten mit schwarz-silbernen Decken der mit dem Balken belegte Adlerflügel, auf dem mittleren mit rechts schwarz-silbernen, links rot-silbernen Decken ein flugbereiter silberner Schwan (Rieneck), auf dem linken mit rot-silbernen Decken zwei von Silber und Rot geschachtete Büffelhörner, dazwischen drei Straußenfedern blau, golden und blau.